# 小早川弘景 (第十一代當主)
小早川弘景（生年不詳－卒年不詳）是室町時代至日本戰國時代的武將。安藝的國人領主。竹原小早川氏第11代當主。

## 生平
竹原小早川氏由祖父弘景一代開始就加強與大內氏的關係，向當主大內教弘臣從並受教弘下賜偏諱而改名為弘景（「弘」字是大內氏的通字，與受大内義弘偏諱的祖父同名）。
寬政6年（1465年）6月，室町幕府發出伊予守護河野通春的討伐令，而隨之向伊予出陣的周防、長門守護大內教弘無視幕府並支援河野氏，因此幕府方在同年8月計劃以安藝國人安藝武田氏、吉川氏牽制大內氏，不過教弘先發制人，派遣重臣陶弘正前往安藝國附近持續戰鬥，最後陶弘正戰死，而安藝國內持續混乱。此時亦作為大內方的一員，向安藝船越出陣並與安藝武田氏戰鬥。
與近鄰的野間氏之間的關係惡化，文正元年（1466年）3月，由野間公光讓出的波多見島（現今倉橋島）被野間弘宣侵入並佔據。因為大內政弘的仲介下，一時間與野間氏和解，但是在上洛期間，野間氏的軍勢再度佔領波多見島，最終該地被奪去。
這段時期的小早川氏分裂為沼田、竹原兩家，雙方有很深對立。在應仁元年（1467年）開始的應仁之亂中，與沼田小早川氏斷絕關係並加入西軍。文明5年（1473年），沼田小早川氏當主小早川煕平死去，西軍的大將足利義視發出把煕平的所領賜予弘景的御內書，以此為口實，在安藝、備後國境附近作為西軍的主力，攻撃沼田小早川氏的本據地高山城。
文明9年（1477年），弘景與沼田小早川氏的當主小早川敬平（煕平的兒子）交涉，把沼田領本鄉、梨子羽鄉的一部份所領作為竹原領讓出，雙方達成和睦。
晩年寫成分國法「小早川弘景置文」，作為家中的基本。